# 이엘피 (기업)
이엘피(ELP)는 대한민국의 OLED및 LCD검사장비 기업이다. 본사는 경기도 화성시 삼성1로2길 29에 위치해 있다. 대표이사는 이재혁이다.

## 종속기업
- (주)엔지온시스템

## 참고 문헌
1. ↑  권민정, 이엘피, 코스닥시장 신규상장, 한국증권신문, 2017.04.06
2. ↑  정혜인, 이재혁 이엘피 대표 “성장성 높은 中 시장 집중공략”, 딜사이트, 2016.12.02